# Michael Fuentes
Michael Andrés Fuentes Vadulli (Iquique, 27 maggio 1998) è un calciatore cileno, attaccante dell'Audax Italiano.

## Carriera

### Club
Cresciuto nel settore giovanile del Dep. Iquique, ha esordito in prima squadra il 21 aprile 2018 in occasione dell'incontro di Primera División vinto 2-1 contro il Palestino. Ha segnato la sua prima rete in campionato il 10 agosto 2019 nella vittoria esterna per 1-0 contro il Cobresal. Nel 2021 è stato ceduto in prestito all'Audax Italiano, che al termine della stagione lo ha acquistato a titolo definitivo.

### Nazionale
Il 16 novembre 2022 ha esordito con la nazionale cilena disputando l'amichevole persa 1-0 contro la Polonia.

## Statistiche

### Presenze e reti nei club
Statistiche aggiornate al 31 dicembre 2022.
| Stagione              | Squadra               | Campionato            | Campionato | Campionato | Coppe nazionali | Coppe nazionali | Coppe nazionali | Coppe continentali | Coppe continentali | Coppe continentali | Altre coppe | Altre coppe | Altre coppe | Totale | Totale |
| Stagione              | Squadra               | Comp                  | Pres       | Reti       | Comp            | Pres            | Reti            | Comp               | Pres               | Reti               | Comp        | Pres        | Reti        | Pres   | Reti   |
| --------------------- | --------------------- | --------------------- | ---------- | ---------- | --------------- | --------------- | --------------- | ------------------ | ------------------ | ------------------ | ----------- | ----------- | ----------- | ------ | ------ |
| 2018                  | Dep. Iquique          | PD                    | 7          | 0          | CC              | 2               | 0               |                    | -                  | -                  |             | -           | -           | 9      | 0      |
| 2019                  | Dep. Iquique          | PD                    | 11         | 2          | CC              | 4               | 0               |                    | -                  | -                  |             | -           | -           | 15     | 2      |
| 2020                  | Dep. Iquique          | PD                    | 21         | 1          | CC              | 0               | 0               |                    | -                  | -                  |             | -           | -           | 21     | 1      |
| Totale Dep. Iquique   | Totale Dep. Iquique   | Totale Dep. Iquique   | 39         | 3          |                 | 6               | 0               |                    | -                  | -                  |             | -           | -           | 45     | 3      |
| 2021                  | Audax Italiano        | PD                    | 27         | 4          | CC              | 1               | 1               |                    | -                  | -                  |             | -           | -           | 28     | 5      |
| 2022                  | Audax Italiano        | PD                    | 26         | 6          | CC              | 2               | 0               | CL                 | 1                  | 0                  |             | -           | -           | 29     | 6      |
| Totale Audax Italiano | Totale Audax Italiano | Totale Audax Italiano | 53         | 10         |                 | 3               | 1               |                    | 1                  | 0                  |             | -           | -           | 57     | 11     |
| Totale carriera       | Totale carriera       | Totale carriera       | 92         | 13         |                 | 9               | 1               |                    | 1                  | 0                  |             | -           | -           | 33     | 8      |

### Cronologia presenze e reti in nazionale
| Cronologia completa delle presenze e delle reti in nazionale ― Cile | Cronologia completa delle presenze e delle reti in nazionale ― Cile | Cronologia completa delle presenze e delle reti in nazionale ― Cile | Cronologia completa delle presenze e delle reti in nazionale ― Cile | Cronologia completa delle presenze e delle reti in nazionale ― Cile | Cronologia completa delle presenze e delle reti in nazionale ― Cile | Cronologia completa delle presenze e delle reti in nazionale ― Cile | Cronologia completa delle presenze e delle reti in nazionale ― Cile |
| Data                                                                | Città                                                               | In casa                                                             | Risultato                                                           | Ospiti                                                              | Competizione                                                        | Reti                                                                | Note                                                                |
| ------------------------------------------------------------------- | ------------------------------------------------------------------- | ------------------------------------------------------------------- | ------------------------------------------------------------------- | ------------------------------------------------------------------- | ------------------------------------------------------------------- | ------------------------------------------------------------------- | ------------------------------------------------------------------- |
| 16-11-2022                                                          | Varsavia                                                            | Polonia                                                             | 1 – 0                                                               | Cile                                                                | Amichevole                                                          | -                                                                   | 76’                                                                 |
| Totale                                                              |                                                                     | Presenze                                                            | 1                                                                   |                                                                     | Reti                                                                | 0                                                                   |                                                                     |